# 島唄 (THE BOOM)
《島唄》（日语：しまうた），是一首由日本流行音樂樂團THE BOOM主唱宮澤和史創作的歌曲，該曲首次發行於1992年，並收錄在THE BOOM樂團第四張專輯《思春期》。隨後，該曲廣泛流行於日本（及阿根廷），THE BOOM樂團也因該曲成名；該曲在日本一度成為足以代表沖繩地區的流行歌曲。宮澤和史曾在接受採訪時提到該曲創作靈感源自其參觀姬百合和平紀念館的經驗。
該曲曾被夏川里美等諸多歌手翻唱，也在1994年出現張衛健《鐵路戀曲》及周華健《海角天涯》兩個廣東歌改編本；2003年再被重新改編為梁靜茹所演唱的華語流行歌曲《不想睡》。